# حامد زمانی (بازیکن فوتبال)
حامد زمانی یک بازیکن فوتبال چپ پای اهل ایران است که در پست هافبک بازی می‌کند.
ازجمله تیم‌هایی که وی در آن‌ها بازی کرده‌است می‌توان به راهیان کرمانشاه و نیروی زمینی و راه آهن و گل گهر سیرجان و خونه به خونه بابل و هوادار اشاره کرد.